# Lascia che le ragazze giochino
Lascia che le ragazze giochino (Comme des garçons) è un film del 2018 diretto da Julien Hallard.

## Trama
Il film è ispirato alla creazione della prima squadra di calcio femminile in Francia a Reims da parte di Pierre Geoffroy nel 1968. 
Seduttore incallito, Paul Coutard è giornalista sportivo per il quotidiano Le Champenois. Per provocare il suo direttore, organizza una partita di calcio femminile per la fiera annuale del giornale. Riceverà un aiuto inaspettato dalla "sua migliore nemica", Emmanuelle Bruno. Senza saperlo, i due si imbarcheranno nella creazione della prima squadra di calcio femminile in Francia.

## Produzione
Le riprese si sono svolte a Royan, nella Charente Maritima (in particolare nello stadio della città), così come a Parigi (vediamo tra gli altri il ristorante Prunier) e nell'Île-de-France.